# Red Robbins
Austin "Red" Robbins (ur. 30 września 1944 w Leesburgu, zm. 18 listopada 2009 w Metairie) – amerykański koszykarz występujący na pozycji skrzydłowego, mistrz ABA z 1971, uczestnik spotkań gwiazd ABA, zaliczany do składów najlepszych zawodników tej ligi.

## Osiągnięcia

### ABA
- Mistrz ABA (1971)[1]
- 3-krotny uczestnik meczu gwiazd ABA (1968–1969, 1971)[3]
- 2-krotnie zaliczany do II składu ABA (1969, 1970)[2]
- Lider:
  - sezonu regularnego w skuteczności rzutów za 3 punkty (1972)[4]
  - play-off w średniej zbiórek (1969)[5]